# François Augustin Prudhomme de Kérangon
François Augustin Prudhomme de Kérangon est un homme politique français né le 3 septembre 1748 à Saint-Pol-de-Léon et mort le 5 novembre 1827 à Morlaix.

## Biographie
Fils de Joseph Prudhomme et d'Angélique-Pélagie Faisant, François Augustin Prudhomme de Kérangon se fait recevoir avocat au parlement et est nommé lieutenant des canonniers gardes-côtes à Saint-Pol-de-Léon et commissaire des États de Bretagne.
Le 4 avril 1789, le tiers-état de la sénéchaussée de Lesneven l'élut député aux États généraux par 93 voix ; il prête le serment du Jeu de paume, siège dans la majorité réformatrice, et, le 6 juillet 1790, demande que l'on fixe à Saint-Pol-de-Léon le siège de l'évêché des Côtes-du-Nord.
Élu maire de Saint-Pol en septembre 1791, il court de sérieux dangers lors des émeutes provoquées (mars 1793) par la levée de 300 000 hommes, est suspendu de ses fonctions par Prieur de la Côte-d'Or, représentant en mission, et décrété d'arrestation quelques jours avant thermidor.
Remis en liberté à la chute de Robespierre, il est nommé, sous l'Empire, vérificateur des douanes à Morlaix.

## Sources
- Dictionnaire des parlementaires français de 1789 à 1889 (Adolphe Robert et Gaston Cougny)